# Франсиско Руа
Франсиско Руа (Буенос Ајрес, 4. фебруар 1911. — Буенос Ајрес, 5. август 1993) био је аргентински фудбалски нападач који је играо за Аргентину на Светском првенству у фудбалу 1934. Током своје каријере је играо за многе клубове укључујући Индепендијенте, Велез Сарсфилд, Њуелс олд бојс, Естудијантес и друге.